# Zealochus
Zealochus – rodzaj błonkoskrzydłych z rodziny gąsienicznikowatych i podrodziny Tersilochinae. Obejmuje trzy opisane gatunki. Wszystkie są endemitami Nowej Zelandii.

## Morfologia
Błonkówki o ciele długości około 3 mm.
Hipognatyczna głowa ma dość mały nadustek z nabrzmiałą częścią środkową, zarys w widoku grzbietowym za oczami okrągle zwężony, a czułki w widoku bocznym osadzone pośrodkowo, o biczyku u nasady bardzo smukłym, a u szczytu maczugowatym. Silnie zwężone u nasady i skręcone u szczytu żuwaczki mają ząbek górny znacznie dłuższy od dolnego. Żeberko potyliczne jest w pełni rozwinięte.
Śródplecze ma notauli wgłębione po przednio-bocznych stronach tarczy i opatrzone silną zmarszczką podłużną. Lekko sklepiona tarczka ma boczne żeberka podłużne rozwinięte tylko przy samej podstawie. Listewka epiknemialna na górnym końcu zakrzywia się gwałtownie by osiągnąć przednią krawędź mezopleury. Skrzydło przednie ma około 2,5 mm długości. Jego użyłkowanie cechuje się pierwszą żyłką radialną sięgającą do wierzchołka skrzydła, prostym do nieco ostrego kątem między żyłką Rs+2r a sektorem radialnym, krótką i grubą żyłką 2rs-m, silnie antefurkalnym do postfurkalnego umiejscowieniem żyłki 2m-cu oraz zamkniętą od tyłu komórką brachialną. Odnóża są smukłe, zwieńczone niegrzebykowanymi pazurkami. Biodra ostatniej pary u samicy pozbawione są listewki brzusznej. Równomiernie ziarenkowany pozatułów ma wyraźną tylną listewkę poprzeczną o łukowatym przebiegu oraz małą, okrągłą przetchlinkę.
Stylik cechuje się walcowatym do lekko wgłębionego petiolusem.  Glymma jest niewielka, a wgłębienie tyridialne dwukrotnie dłuższe niż szerokie. Metasoma ma delikatnie ziarenkowany pierwszy tergit i od 1,1 do 1,2 raza dłuższy niż na przedzie szeroki tergit drugi. Samica odznacza się długim, szczupłym, odgiętym ku górze pokładełkiem z drobnymi ząbkami na spodzie i dwoma przedwierzchołkowymi ząbkami na stronie grzbietowej.

## Ekologia i występowanie
Owady te są parazytoidami porażającymi larwy kózkowatych. Do znanych żywicieli należą przedstawiciele rodzaju Zorion.
Rodzaj endemiczny dla Nowej Zelandii, znany z Wyspy Północnej, Wyspy Południowej i Wysp Chatham.

## Taksonomia
Takson ten wprowadzony został w 2004 roku przez Andreya Khalaima na łamach „Zoosystematica Rossica”. Gatunkiem typowym autor ów wyznaczył Zealochus supergranulatus.
Do rodzaju zalicza się trzy opisane gatunki:
- Zealochus abominosus Khalaim et Ward, 2019
- Zealochus stepheni Khalaim et Ward, 2019
- Zealochus supergranulatus Khalaim, 2004